# Katharinenberg 1 (Stralsund)
Das Gebäude mit der postalischen Adresse Katharinenberg 1 in Stralsund ist ein denkmalgeschütztes Bauwerk in der Straße Katharinenberg.
Der dreigeschossige Putzbau wurde im Jahr 1912 errichtet. Die Straßenfront ist nahezu komplett symmetrisch gegliedert, sie wird durch zwei geschossübergreifende Erker der Obergeschosse sowie die dazwischen befindliche Dachgaupe in Fachwerk bestimmt. Souterrain und Erdgeschoss weisen Putznutung auf, durch ein Gurtgesims sind sie von den Obergeschossen abgesetzt.
Das Haus im Kerngebiet des von der UNESCO als Weltkulturerbe anerkannten Stadtgebietes des Kulturgutes „Historische Altstädte Stralsund und Wismar“ ist in die Liste der Baudenkmale in Stralsund eingetragen.